# Starr Struck: Best of Ringo Starr, Vol. 2
Starr Struck: Best of Ringo Starr, Vol. 2 — второй официальный альбом-сборник Ринго Старра, выпущенный 24 февраля 1989 лейблом Rhino Records. Как продолжение сборника Старра Blast from Your Past (1975), включает в себя лучшие композиции с альбомов от Ringo’s Rotogravure (1976) до Old Wave (1983) и отображает сотрудничество Старра с лейблами Polydor, Atlantic, Portrait и RCA в этот период. Альбом выпущен на CD и виниловом диске.
Starr Struck: Best of Ringo Starr, Vol. 2 издан только в США. Поскольку к моменту выхода компиляции альбом Old Wave в США официально не продавался, на этом сборнике впервые американским слушателям было представлено четыре трека с Old Wave.
Альбом в чартах не участвовал. Допечатывание новых тиражей этого издания альбома было прекращено в 1990-х годах.

## Список композиций
| №  | Название                           | Автор(ы)                                     | Исходный релиз           | Длительность |
| -- | ---------------------------------- | -------------------------------------------- | ------------------------ | ------------ |
| 1. | «Wrack My Brain»                   | Джордж Харрисон                              | Stop and Smell the Roses | 2:20         |
| 2. | «In My Car»                        | Ричард Старки, Джо Уолш, Мо Фостер, Ким Гуди | Old Wave                 | 3:13         |
| 3. | «Cookin’ (In the Kitchen of Love)» | Джон Леннон                                  | Ringo’s Rotogravure      | 3:37         |
| 4. | «I Keep Forgettin’»                | Джерри Либер, Майк Столлер                   | Old Wave                 | 4:18         |
| 5. | «Hard Times»                       | Питер Скеллерн                               | Bad Boy                  | 3:31         |
| 6. | «Hey Baby»                         | Маргарет Кобб, Брюс Шаннель                  | Ringo’s Rotogravure      | 3:10         |

| №  | Название                          | Автор(ы)                                     | Исходный релиз           | Длительность |
| -- | --------------------------------- | -------------------------------------------- | ------------------------ | ------------ |
| 1. | «A Dose of Rock ’n’ Roll»         | Карл Гросманн                                | Ringo’s Rotogravure      | 3:24         |
| 2. | «Private Property»                | Пол Маккартни                                | Stop and Smell the Roses | 2:44         |
| 3. | «Can She Do It like She Dances»   | Стив Дубофф, Джерри Робинсон                 | Ringo the 4th            | 3:12         |
| 4. | «Heart on My Sleeve»              | Бенни Галлахер, Грэм Лайл                    | Bad Boy                  | 3:20         |
| 5. | «Sure to Fall (In Love with You)» | Карл Перкинс, Куинтон Клонч, Уильям Кантрелл | Stop and Smell the Roses | 3:41         |
| 6. | «She’s About a Mover»             | Дуг Сам                                      | Old Wave                 | 3:52         |

| №   | Название                           | Автор(ы)                                     | Исходный релиз           | Длительность |
| --- | ---------------------------------- | -------------------------------------------- | ------------------------ | ------------ |
| 1.  | «Wrack My Brain»                   | Джордж Харрисон                              | Stop and Smell the Roses | 2:22         |
| 2.  | «In My Car»                        | Ричард Старки, Джо Уолш, Мо Фостер, Ким Гуди | Old Wave                 | 3:17         |
| 3.  | «Cookin’ (In the Kitchen of Love)» | Джон Леннон                                  | Ringo’s Rotogravure      | 3:42         |
| 4.  | «I Keep Forgettin’»                | Джерри Либер, Майк Столлер                   | Old Wave                 | 4:23         |
| 5.  | «Hard Times»                       | Питер Скеллерн                               | Bad Boy                  | 3:33         |
| 6.  | «Hey Baby»                         | Маргарет Кобб, Брюс Шаннель                  | Ringo’s Rotogravure      | 3:13         |
| 7.  | «Attention»                        | Пол Маккартни                                | Stop and Smell the Roses | 3:23         |
| 8.  | «A Dose of Rock ’n’ Roll»          | Карл Гросманн                                | Ringo’s Rotogravure      | 3:27         |
| 9.  | «Who Needs a Heart»                | Ричард Старки, Вини Понсия                   | Bad Boy                  | 3:50         |
| 10. | «Private Property»                 | Пол Маккартни                                | Stop and Smell the Roses | 2:43         |
| 11. | «Can She Do It like She Dances»    | Стив Дубофф, Джерри Робинсон                 | Ringo the 4th            | 3:13         |
| 12. | «Heart on My Sleeve»               | Бенни Галлахер, Грэм Лайл                    | Bad Boy                  | 3:23         |
| 13. | «Sure to Fall»                     | Карл Перкинс, Куинтон Клонч, Уильям Кантрелл | Stop and Smell the Roses | 3:45         |
| 14. | «Hopeless»                         | Ричард Старки, Джо Уолш                      | Old Wave                 | 3:21         |
| 15. | «You Belong to Me»                 | Пи Ви Кинг, Редд Стюарт, Чилтон Прайс        | Stop and Smell the Roses | 2:10         |
| 16. | «She’s About a Mover»              | Дуг Сам                                      | Old Wave                 | 3:54         |

## Участники записи
Список составлен по сведениям базы данных Discogs, нумерация треков указана по изданию в формате компакт-диска.

| Музыканты: - Ринго Старр — вокал, ударные - Джордж Харрисон — бэк-вокал (песня 1), акустическая гитара (песня 1) - Рэй Купер — фортепиано, синтезатор, перкуссия (песни 1, 4), бубен (песня 15), бэк-вокал (песня 1) - Эл Купер — электрогитара (песня 1), фортепиано (песни 1, 15) - Херби Флауэрс — туба (песня 1), бас-гитара (песня 1) - Крис Стейнтон — клавишные (песня 2) - Уилл Ли — бас-гитара (песня 3) - Малькольм Ребеннэк — гитара (песня 3), орган (песня 3) - Кинг Эрриссон — перкуссия (песня 3) - Джон Леннон — фортепиано (песня 3) - The Mad Mauries — бэк-вокал (песня 6), хлопки в ладоши (песня 6) - Кукер Ло Прести — бас-гитара (песня 6) - Лон Ван Итон — гитара (песня 6) - Джон Барлоу Джарвис — клавишные (песня 6) - Лоренс Джубер — гитара (песня 7), электрогитара (песни 10, 13), акустическая гитара (песни 10, 13) - Пол Маккартни — перкуссия (песня 7), бэк-вокал (песни 10, 13), бас-гитара (песни 7, 10, 13), фортепиано (песни 7, 10, 13) - Джо Бин — бэк-вокал (песня 8) - Вини Понсия — бэк-вокал (песня 8) - Клаус Форман — бас-гитара (песня 8) - Джесси Эд Дэвис — гитара (песня 8) - Питер Фрэмптон — гитара (песня 8) - Тони Левин — бас-гитара (песня 11) - Стив Гэдд — ударные (песня 11) - Джефф Миронов — гитара (песня 11) - Джон Тропэй — гитара (песня 11) - Дон Гролник — клавишные (песня 11) - Дэйв Спиноза — соло-гитара (песня 11) - Джеймс Ньютон Ховард — дирижёр (песня 12) - Ллойд Грин — педальная слайд-гитара (песня 13) - Фрибо — туба (песня 16), бас-гитара (песня 16) - Питер Брунетта — ударные (песня 16) - Кэл Дэвид — гитара (песня 16) - Шервуд Болл — гитара (песня 16) - Брюс Макферсон — орган (песня 16) - Джерри Марселино — перкуссия (песня 16) - Джо Лала — перкуссия (песня 16) - Сэм Клейтон — перкуссия (песня 16) - Дэвид Вудфорд — саксофон (песня 16) - Гарретт Эдкинс — тромбон (песня 16) | Музыканты: - Ли Торнбург — труба (песня 16) - Дуитч Хельмер — бэк-вокал (песни 3, 8) - Лесли Ливрано — бэк-вокал (песни 7, 10, 13) - Линда Маккартни — бэк-вокал (песни 7, 10, 13) - Марк Истерлинг — бэк-вокал (песни 2, 14) - Мелисса Манчестер — бэк-вокал (песни 3, 8) - Патрик Марошек — бэк-вокал (песни 2, 14) - Шейла Кейси — бэк-вокал (песни 7, 10, 13) - Стив Хесс — бэк-вокал (песни 2, 14) - Льюис Дельгатто — баритон-саксофон (песни 6, 8) - Ди Мюррей — бас-гитара (песни 5, 9, 12) - Мо Фостер — бас-гитара (песни 2, 4, 14) - Джим Келтнер — ударные (песни 3, 6, 8) - Vini Poncia’s Peaking Duck Orchestra & Chorus — участие (песни 5, 9, 12) - Дэнни Кортчмар — гитара (песни 3, 8) - Джо Уолш — гитара (песни 2, 4, 14, 16) - Гэри Брукер — клавишные (песни 2, 4, 14) - Моррис Лейн — клавишные (песни 5, 9, 12) - Пуш-А-Лон — соло-гитара (песни 5, 9, 12) - Рэй Купер — перкуссия (песни 1, 4), фортепиано, синтезатор - Гит-тар — ритм-гитара (песни 5, 9, 12) - Хоуи Кейси — саксофон (песни 7, 10) - Хамиш Биссоннетт — синтезатор (песни 5, 9, 12) - Джордж Янг — тенор-саксофон (песни 6, 8) - Майкл Брекер — тенор-саксофон (песни 6, 8) - Алан Рубин — труба (песни 6, 8) - Рэнди Брекер — труба (песни 6, 8, 11) Технический персонал: - Ариф Мардин — продюсер (песни 3, 6, 8, 11) - Вини Понсия — продюсер (песни 5, 9, 12) - Пол Маккартни — продюсер (песни 7, 10, 13) - Джордж Харрисон — продюсер (песни 1, 15) - Джо Уолш — продюсер (песни 2, 4, 14, 16) - Билл Инглот — инженер цифрового ремастеринга - Ристи Александр — составитель - Том Уилкс — арт-директор - Моше Бракха — фотограф (фото для лицевой обложки) |